# 豊国村 (愛知県幡豆郡)
豊国村（とよくにむら）は、かつて愛知県幡豆郡にあった村である。
現在の額田郡幸田町の一部（上六栗・桐山・逆川）に該当する。

## 歴史
- 1889年（明治22年）10月1日 - 上六栗村、桐山村、逆川村が合併し、豊国村が発足。
- 1906年（明治39年）5月1日 - 松坂村と合併し、豊坂村が発足。同日豊国村は廃止。